# Gjerdrum
Gjerdrum ist eine Kommune im norwegischen Fylke Akershus. Die Kommune hat 7453 Einwohner (Stand: 1. Januar 2025) und liegt im Großraum Oslo. Verwaltungssitz ist die Ortschaft Ask.

## Geografie

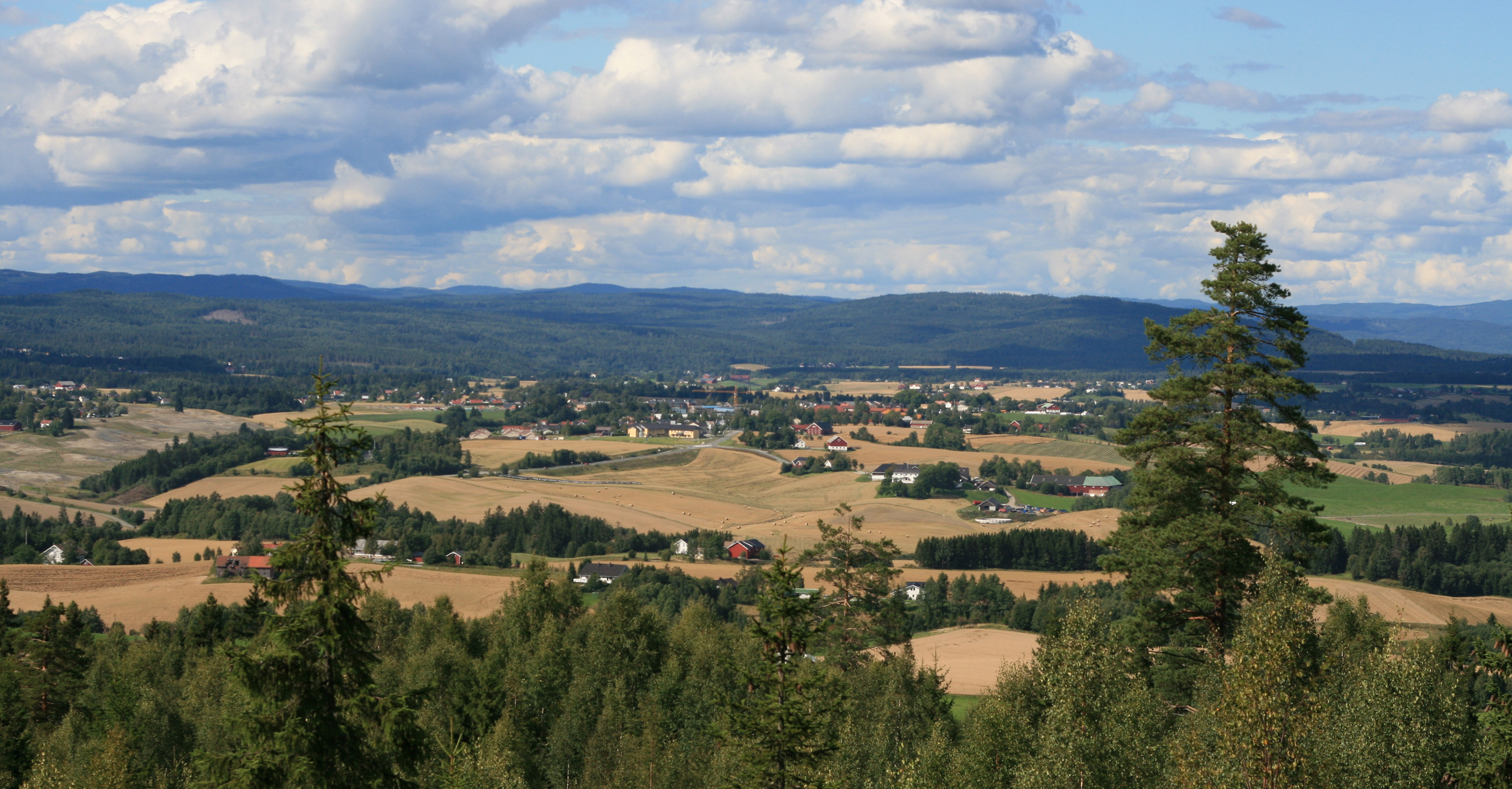
Blick über die Gemeinde, 2008

Gjerdrum liegt in der Landschaft Romerike im Südosten Norwegens und grenzt an Nittedal im Westen, Ullensaker im Osten, Lillestrøm im Süden und Nannestad im Norden. An der Ostgrenze zu Ullensaker befindet sich der Fluss Leira, dessen Nebenfluss Gjermåa durchfließt die Gemeinde aus dem Nordwesten kommend in Richtung Südosten. Die höchste Erhebung ist der Prekestolen mit einer Höhe von 410,6 moh. im Südwesten Gjerdrums.

## Einwohner
Grønlund ist der einzige sogenannte Tettsted, also die einzige Ansiedlung, die für statistische Zwecke als eine städtische Siedlung gewertet wird. Zum 1. Januar 2024 lebten dort 5643 Einwohner. Zum Tettsted Grønlund zählt auch das Verwaltungszentrum Ask. Ein Bevölkerungsanstieg wurde vor allem nach dem Bau des Flughafens Oslo-Gardermoen in der Nachbarkommune Ullensaker verzeichnet. Schätzungen des statistischen Büros Statistisk sentralbyrå gehen bis 2040 von einem weiteren Wachstum aus.
Die Einwohner der Gemeinde werden Gjermsokning genannt. Offizielle Schriftsprache ist Bokmål, also die weiter verbreitete der beiden norwegischen Sprachformen.
| Jahr          | 1986 | 1990 | 1995 | 2000 | 2005 | 2010 | 2015 | 2020 | 2025 |
| ------------- | ---- | ---- | ---- | ---- | ---- | ---- | ---- | ---- | ---- |
| Einwohnerzahl | 3501 | 3778 | 3906 | 4554 | 5064 | 5821 | 6326 | 6890 | 7453 |

## Geschichte

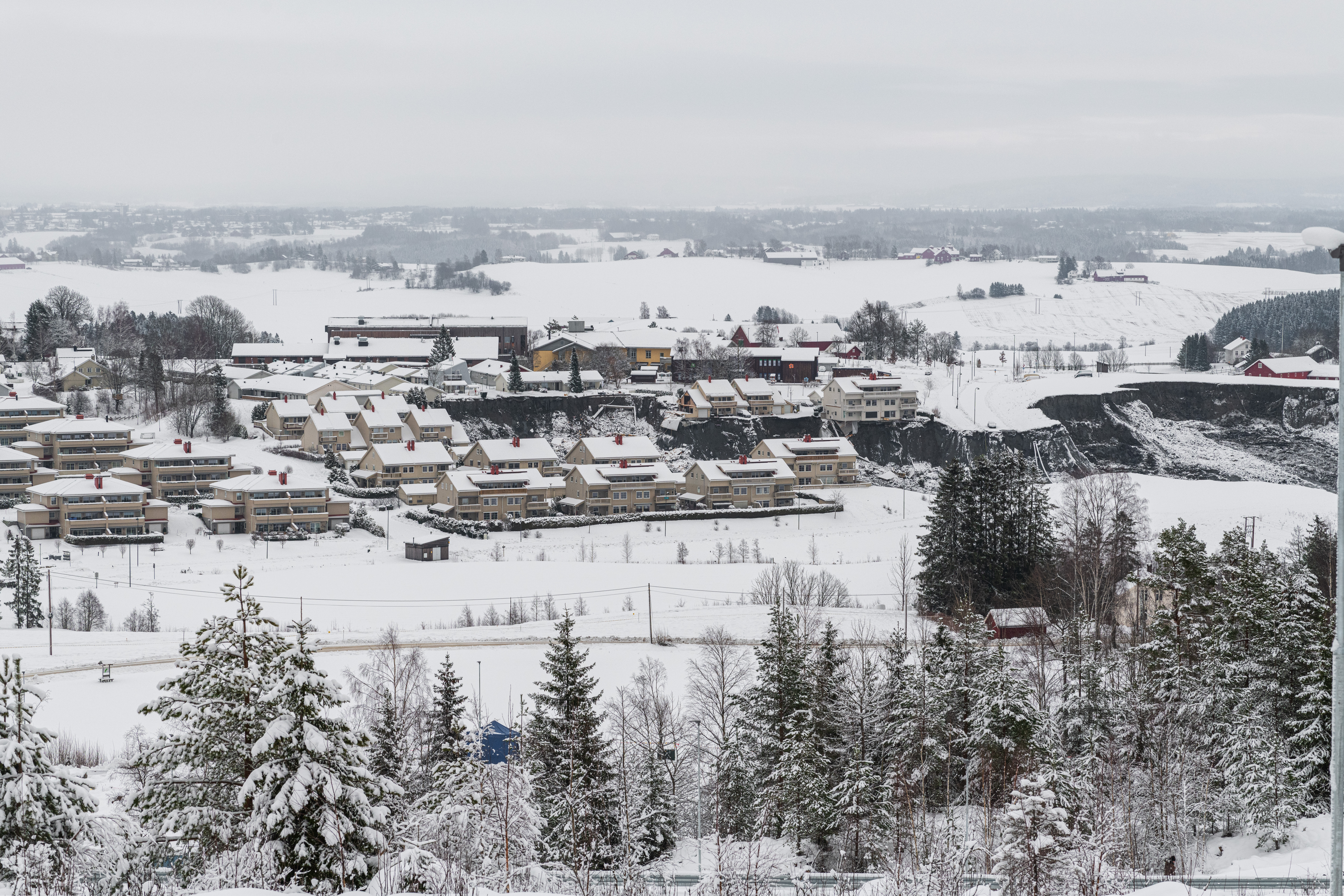
Bild nach dem Erdrutsch, 2021

Nach einer landesweiten Regionalreform gehörte Gjerdrum von 2020 bis 2023 zum Fylke Viken.
In Gjerdrum befindet sich die Gjerdrum kirke, eine Kirche aus dem Jahr 1686. Sie wurde erbaut, nachdem die vorherige Holzkirche 1684 bei einem Brand zerstört worden war. Mit der Heni kirke aus dem Jahr 1864 befindet sich eine weitere Kirche in der Gemeinde.
Am 30. Dezember 2020 zerstörte ein Erdrutsch mehrere Wohnhäuser in einem Neubaugebiet der Ortschaft Ask. Dabei wurden zehn Menschen getötet und weitere verletzt. Rund 1.000 Menschen wurden zeitweise evakuiert. Abgerutscht ist eine Grundfläche von rund 10 Hektar, weitere 21 Hektar und einige Gebäude wurden von der Schlammlawine überspült. Als möglicher Auslöser gelten starke Regenfälle, die den aus Quickton bestehenden Untergrund instabil gemacht hatten. Rettungskräfte suchten das Gelände mit Handyortung, Wärmebildkameras und Drohnen nach Verschütteten ab. Am 5. Januar kam es zu einer kleineren Nachrutschung.

## Wirtschaft
Bevor man in den 1950er-Jahren damit begann, die landwirtschaftlich genutzten Flächen zu ebnen, konnten dort weitgehend keine Maschinen eingesetzt werden. Der Großteil der heute für die Landwirtschaft verwendeten Areale wird für den Anbau von Getreide genutzt. Im Bereich der Tierhaltung ist vor allem die Milchproduktion von Bedeutung. Die Forste gehören größtenteils dem Staat.
Im Jahr 2019 arbeiteten von 3627 Menschen nur 805 in Gjerdrum selbst, 1080 waren in der norwegischen Hauptstadt Oslo tätig. Des Weiteren pendelten viele Einwohner nach Skedsmo, Ullensaker und Lørenskog.

## Wappen und Name
Das im Jahr 1993 offiziell gewordene Wappen der Gemeinde zeigt einen silbernen Zaun (norwegisch: „gjerde“) auf grünem Hintergrund. Das Wappen spielt auf den Namen der Kommune an und symbolisiert zudem die Land- und Forstwirtschaft.
Der Name setzt sich aus den beiden Bestandteilen „Gerðr“ und „vin“ zusammen, „vin“ steht dabei für „natürliche Wiese“.

## Persönlichkeiten
- Christian Krohg (1777–1828), Jurist und Politiker, Mitglied des Storting
- Magne Hegdal (* 1944), Komponist, Pianist und Musikkritiker